# Elisabeth von Thurn und Taxis (1860–1881)

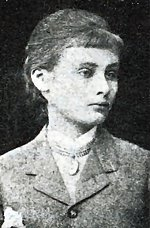
Elisabeth von Thurn und Taxis

Prinzessin Elisabeth Maria Maximiliana von Thurn und Taxis (* 28. Mai 1860 in Dresden; † 7. Februar 1881 in Ödenburg) war die Frau des portugiesischen Kronprätendenten Michael von Braganza.

## Leben
Elisabeth Marie war eine Tochter des Erbprinzen Maximilian Anton von Thurn und Taxis und seiner Ehefrau Herzogin Helene in Bayern, der Schwester der Kaiserin Elisabeth von Österreich.
Sie ehelichte Miguel von Braganza, Herzog von Bragança, den ältesten Sohn von König Michael I. von Portugal und der Prinzessin Adelheid von Löwenstein-Wertheim-Rosenberg, am 17. Oktober 1877 in Regensburg. Miguel war, nachdem sein Vater nach dem Miguelistenkrieg aus Portugal ins Exil geschickt worden war, ebenfalls in Bayern geboren worden. Seine Schwester Marie Therese von Portugal war mit dem Bruder des Kaisers Franz Joseph I., Erzherzog Karl Ludwig von Österreich verheiratet und er stand im Dienst der österreichisch-ungarischen Armee. Das Paar zog nach Niederösterreich, wo am 22. September 1878 in Reichenau an der Rax ihr erster Sohn, Miguel Maximiliano, geboren wurde. Doch schon nach der Geburt ihres ersten Kindes verschlechterte sich ihr Gesundheitszustand immer mehr.
Elisabeth starb mit 20 Jahren in Ödenburg kurz nach der Geburt ihres dritten Kindes. Ihre Mutter Helene zog sich nach ihrem Tod immer mehr aus dem öffentlichen Leben zurück. Ihr Mann Miguel war 1892 als Verlobter der Witwe des Kronprinzen Rudolf, Stephanie von Belgien im Gespräch, er heiratete jedoch am 8. November 1893 in Kleinheubach Prinzessin Marie Therese von Löwenstein-Wertheim-Rosenberg. Zwei seiner Töchter aus dieser Ehe waren mit den beiden ältesten Neffen Elisabeths aus dem Hause Thurn und Taxis verheiratet.

## Nachkommen
- Miguel Maximiliano von Bragança, Herzog von Viseu (22. September 1878; † 21. Februar 1923)
- Francisco José von Bragança (* 7. September 1879; † 15. Juni 1919)
- Maria Theresa Carolina von Bragança (* 26. Januar 1881; †  17. Januar 1945), ⚭ 1900 Karl Ludwig, Prinz von Thurn und Taxis